# 尾道市立因島南中学校
尾道市立因島南中学校（おのみちしりつ いんのしまみなみちゅうがっこう）は、広島県尾道市因島土生町にある公立中学校である。通称、因南中、南中である。

## 概要
人口の減少が続いていた旧・因島市では、土生・三庄・田熊の中学校を統廃合し「因南中学校」（仮称）とする案があった。
2006年（平成18年）1月10日に行われた因島市との市町村合併で案を引き継いだ尾道市は、中学校だけではなく土生幼稚園と統合地区の小学校を含めた、幼小中一貫校にする案を提案した。
旧市での長年にわたる取りまとめを反故にする唐突な提案であったため、「三庄小学校の存続を求める会」と「田熊小学校の存続を求める会」により地域住民の署名活動が行われた。
その結果、三庄・椋浦地域と田熊地域それぞれで住民の過半数の署名が集まり、2007年（平成19年）2月2日に尾道市へ提出された。
- 2007年（平成19年）2月9日、尾道市議会全員協議会において「因南学園構想の凍結と小学校存続」方針が示された。ただし、尾道市は「学園構想については今後も堅持し、十分な時間をかけて地域全体で受容できるよう努力する」とした。[2]
- 2008年（平成20年）4月2日、尾道市教育委員会は2010年4月開校を目指し、土生・三庄・田熊の中学校を統合する因島南中学校の実施設計を終え、その概要を発表した。この中で小学校との連携を図る目的の交流スペースを用意することになっている。また体育館の屋根に太陽光発電装置を設置するなどエコロジーに配慮した校舎になることが発表された。

## 沿革

### 開校以前
- 2010年（平成22年）
  - 3月27日 -- 尾道市立土生中学校の閉校式を挙行。
  - 3月28日 -- 尾道市立田熊中学校と尾道市立三庄中学校の閉校式を挙行。

### 開校以後
- 2010年（平成22年）
  - 4月5日 --- 因島南中学校開校式が執り行われる。応援歌はポルノグラフィティの新藤晴一が提供している。
  - 4月6日 --- 第1回入学式が執り行われる。新入生、93名である。
  - 4月12日 -- 校歌披露（校歌作詞者・鷹羽狩行夫妻の来校[3]）
  - 10月29日 - 第6回尾道市小中学校芸術祭 中学校音楽コンクールで優秀校に入る。
- 2011年（平成23年）
  - 3月17日 -- 第1回卒業式が執り行われる。卒業生、83名である。
  - 4月6日 --- 第2回入学式が執り行われる。新入生、65名である。
  - 4月12日 -- 開校記念日「ようこそ先輩[要検証 – ノート]」の先輩として旧三庄中学校の卒業生、ひまりが出演[4]。

## 部活動
- サッカー部
- 野球部
- テニス部
- 陸上競技部
- 女子バレーボール部
- 卓球部
- ブラスバンド部
- 文化部
- 太鼓クラブ（尚、太鼓クラブは他の部と掛け持ち）

部活動には無いが、剣道、相撲、男子バレーボールが因島南中学校名義で大会出場を果たしている。

## 年間行事
- 4月：始業式、入学式、全国実力テスト
- 5月：南部地区大会、尾道市内春季大会
- 6月：中間試験、生徒総会、職場見学（1年）、修学旅行（2年）、実力テスト（3年）
- 7月：ドッジボール大会、期末試験、終業式
- 8月：南部地区大会、炊き出し大作戦（1年）、PTA奉仕作業（2・3年）、職場体験（2年）
- 9月：始業式、休み明けテスト、体育祭、実力テスト（3年）
- 10月：県総体、中間試験、尾道市内秋季大会（新人戦）、尾道市中学校音楽コンクール（3年）
- 11月：文化祭、進路相談会（3年）、実力テスト（3年）、生徒会選挙（立会演説）、生徒会引き継ぎ式
- 12月：期末試験、終業式
- 1月：始業式、休み明けテスト、実力テスト（3年）
- 2月：新入生説明会、学年末試験（3年）
- 3月：学年末試験（1・2年）、卒業証書授与式、長老に学ぼう大作戦（1・2年）、修了式

## 通学区域
- 因島土生町・因島田熊町・因島三庄町・因島椋浦町[5][6]

## 進学前小学校
- 尾道市立土生小学校・尾道市立田熊小学校・尾道市立三庄小学校 - 2010年4月 - 2015年3月[5]
- 尾道市立因島南小学校 - 2015年4月 - 現在[6]

## 関係者

### 歴代校長
| 代数 | 氏名     | 発令年月日               | 前職                   | 後職 | 脚注        |
| ---- | -------- | ------------------------ | ---------------------- | ---- | ----------- |
| 01   | 岡本和信 | 2010年（平成22年）4月1日 | 尾道市立土生中学校校長 | 退任 | [ 7 ] [ 8 ] |
| 02   | 古川昭生 | 2012年（平成24年）4月1日 | 再任用                 | 退任 | [ 8 ] [ 9 ] |
| 03   | 村上正喜 | 2017年（平成29年）4月1日 | 尾道市教育委員会職員   | 現職 | [ 9 ]       |